# 加依勒区
加依勒区是吉尔吉斯斯坦北部州份楚河州的一个区。该区原名加里宁区，1993年改为现名。该区面积为3,453平方（1,333平方英里），2009年常住人口为92,645人。治所位于卡拉巴勒塔。